# Анна Вяземскі
А́нна Вяземскі́ (фр. Anne Wiazemsky; 14 травня 1947, Берлін, Німеччина — 5 жовтня 2017, Париж, Франція) — французька акторка і письменниця російського походження з княжого роду Вяземських.

## Біографія
Анна Вяземскі народилася 14 травня 1947 року в Берліні. Її батько — Іван Володимирович Вяземський-Левашов (1915—1964) — доводився онуком князеві Леоніду Вяземському, наказному отаманові астраханських козаків, і правнуком графові І. І. Воронцову-Дашкову, який командував під час Першої світової війни російськими арміями на Кавказі. Мати — Клер Моріак, донька нобелівського лауреата Франсуа Моріака.
У 1967—1971 роках Анна Вяземскі навчалася на філософському факультеті університету «Париж-X» в Нантеррі. Уперше знялася в кіно як непрофесійна акторка у фільмі Робера Брессона «Навмання, Бальтазаре» (1966).
Фільм «Китаянка» (1967) став початком професійних і особистих стосунків Вяземської з Жаном-Люком Годаром, дружиною якого вона була до 1979 року. Зачитана у фільмі листівка, що закликає до саботажу іспитів, була дійсно написана нею в співавторстві з Данієлем Кон-Бендітом і Жаном-П'єром Дютеєм, з якими вона була пов'язана по ліворадикальному студентському рухові в Нантеррі.
Знімалася також у фільмах Пьера Паоло Пазолини, Марко Феррері, Андре Тешіне. Як режисерка поставила кілька документальних фільмів, у тому числі «Данієль Дарр'є. Життя в кіно» (2007).
Наприкінці 1980-х років Анна Вяземскі перестала зніматися в кіно, присвятивши себе письменницькій діяльності. Опублікувала декілька автобіографічних книг. У 1998 році вона отримала Велику премію Французької академії за книгу «Жменька людей», в якому розповідає про своє російське походження.
У 2017 році режисер Мішель Азанавічус зняв біографічний художній фільм «Молодий Годар», що оповідає історію стосунків Жана-Люка Годара та Анни Вяземскі, починаючи з їхньої спільної роботи над фільмом «Китаянка» у 1968 році. Роль Вяземскі в стрічці зіграла Стейсі Мартін.
Анна Вяземскі померла 5 жовтня 2017 в Парижі від раку молочної залози у віці 70 років. 11 жовтня була похована на паризькому цвинтарі Монпарнас.

## Фільмографія
Акторка
| Рік  |    | Українська назва                             | Оригінальна назва                                | Роль                                            |
| ---- | -- | -------------------------------------------- | ------------------------------------------------ | ----------------------------------------------- |
| 1966 | ф  | Навмання, Бальтазаре                         | Au hasard Balthazar                              | Марі                                            |
| 1967 | ф  | Китаянка                                     | La chinoise                                      | Вероніка                                        |
| 1968 | ф  | Теорема                                      | Teorema                                          | Одетта, дочка                                   |
| 1968 | ф  | Співчуття дияволові                          | Sympathy for the Devil                           | Ева Демократія                                  |
| 1968 | ф  | Банда Бонно                                  | La bande à Bonnot                                | Червона Венера                                  |
| 1969 | ф  | Легкі «Голуаз»                               | Les gauloises bleues                             | медсестра                                       |
| 1969 | ф  | Свинарник                                    | Porcile                                          | Іда                                             |
| 1969 | ф  | Сім'я людське                                | Il seme dell'uomo                                | Дора                                            |
| 1969 | ф  | Каприз                                       | Capricci                                         | Манон                                           |
| 1970 | ф  | Вітер зі Сходу                               | Le vent d'est                                    | революціонерка                                  |
| 1971 | тф | Розслідування                                | L'inchiesta                                      | Таємнича леді                                   |
| 1971 | ф  | Боротьба в Італії                            | Lotte in Italia                                  | клерк                                           |
| 1971 | ф  | Рафаель-розпусник                            | Raphaël ou le débauché                           | Діана                                           |
| 1971 | ф  | О першій ночі                                | 1 P.M.                                           |                                                 |
| 1972 | ф  | Все гаразд                                   | Tout va bien                                     | ліва жінка                                      |
| 1972 | ф  | Великий розділ                               | Le grand départ                                  | Мона Ліза                                       |
| 1973 | ф  | Хто Жорж?                                    | George qui?                                      | Жорж Санд                                       |
| 1973 | ф  | Повернення з Африки                          | Le retour d'Afrique                              | Анна                                            |
| 1973 | ф  | Потяг                                        | Le train                                         | Анна Мароєр                                     |
| 1974 | ф  | Правда про уявну пристрасть до незнайомця    | La vérité sur l'imaginaire passion d'un inconnu  | Христос-жінка                                   |
| 1974 | с  | Чорний хліб                                  | Le pain noir                                     | Емільєн                                         |
| 1975 | ф  | Відпустка                                    | Die Auslieferung                                 | Наталі Герцен                                   |
| 1976 | ф  | Моє червоне серце                            | Mon coeur est rouge                              | Кальдерон                                       |
| 1976 | ф  | Кривавий тиждень                             | La semaine sanglante                             |                                                 |
| 1978 | ф  | Громадянські війни у Франції                 | Guerres civiles en France                        | Елізабет Димитрієфф (епізод «Кривавий тиждень») |
| 1978 | тф | Пристрасть                                   | La passion                                       | Вероніка                                        |
| 1978 | тф | Дон Жуан                                     | Don Juan                                         | Шарлотта, селянка                               |
| 1978 | ф  | Колір тіла                                   | Couleur chair                                    | продавчина                                      |
| 1979 | тф | Великий інквізитор                           | Le grand inquisteur                              | мати                                            |
| 1979 | ф  | Слід гігантів                                | L'empreinte des géants                           | Богородиця                                      |
| 1979 | ф  | Таємна дитина                                | L'enfant secret                                  | Елі                                             |
| 1980 | ф  | Навіть у дівчат буває смутна совість         | Même les mômes ont du vague à l'âme              | фотограф                                        |
| 1983 | тф | Ленінградська лікарня                        | L'hôpital de Leningrad                           | Люба                                            |
| 1983 | ф  | Жаби                                         | Grenouilles                                      | Нора                                            |
| 1983 | кф | Меценат                                      | Le mécène                                        |                                                 |
| 1985 | ф  | Побачення                                    | Rendez-vous                                      | адміністраторка                                 |
| 1985 | ф  | Вона провела багато часу у світлі софітів... | Elle a passé tant d'heures sous les sunlights... | Кріста                                          |
| 1986 | ф  | Хто занадто багато цілується…                | Qui trop embrasse...                             | Наталі                                          |
| 1988 | ф  | Заповіт убитого єврейського поета            | Le testament d'un poète juif assassiné           | Раїса Коссовер                                  |
| 1988 | ф  | Чуже місто                                   | Ville étrangère                                  | Стефані                                         |

Режисерка, сценаристка, продюсер
| Рік  |     | Назва українською                   | Оригінальна назва                           | Режисер | Сценарист | Продюсер |
| ---- | --- | ----------------------------------- | ------------------------------------------- | ------- | --------- | -------- |
| 1993 | т/с | Усі хлопчики й дівчинки свого віку… | Tous les garçons et les filles de leur âge… |         | Так       |          |
| 2004 | т/ф | Ангели 1943 року, історія фільму    | Les anges 1943, histoire d'un film          | Так     |           |          |
| 2007 | т/ф | Даніель Дарр'є. Життя в кіно        | Danielle Darrieux, une vie de cinéma        | Так     |           |          |
| 2007 | т/с | Відбитки                            | Empreintes                                  | Так     | Так       | Так      |

## Нагороди
- Кавалер ордену Почесного легіону
- Гонкурівська премія ліцеїстів (1993)
- Велика премія Французької академії за роман (1998)
- Премія Ренодо для ліцеїстів
- Велика премія для героїні Madame Figaro за кращий роман